# Estancia Villa Maria
L'Estancia Villa Maria è una residenza di campagna situata a Ezeiza, a circa 45 km da Buenos Aires in Argentina.

## Storia
Villa Maria è stata progettata e costruita dall'architetto argentino Alejandro Bustillo tra il 1923 e il 1927 in stile Tudor-normanno con reminiscenze neogotiche. L'edificio, di più di 3000 metri quadrati di superficie, è caratterizzato dall'impiego di materiali di particolare pregio, e viene considerato tra i meglio conservati dell'epoca. Fu realizzato in origine per il medico e filantropo Caledonio Pereda, che si ritirò fuori città per dedicarsi al miglioramento genetico di alcune razze di ovini e bovini. 
L'edificio residenziale principale conta trenta camere da letto, innumerevoli bagni, un salone da pranzo degno di un palazzo, gallerie, balconate e una terrazza merlata per giocare al castellano.
Negli anni novanta del Novecento l'allora proprietaria, Eleonora Nazar Anchorena, appartenente a una famiglia di ricchi allevatori, decise di trasformare la destinazione d'uso dell'estancia da agricolo/zootecnica a turistica. Il complesso ospita oggi un hotel di lusso e un club di polo piuttosto noto.

## Descrizione
L'estancia è considerata dagli storici dell'arte come un esempio del gusto della dirigenza vernacola e dei suoi gruppi esclusivi, che si riuniscono in "country club" e aree residenziali chiuse, lontano dalla eterogeneità cittadina. Stilisticamente viene ricondotta alla corrente architettonica del pintoresquismo di origine europea il quale, come in questo caso, può manifestarsi in costruzioni che tecnologicamente sono di tipo urbano e presentano elementi decorativi eruditi, ma sono ubicate in un contesto rurale, senza contatti con l'architettura vernacolare.

### Il parco

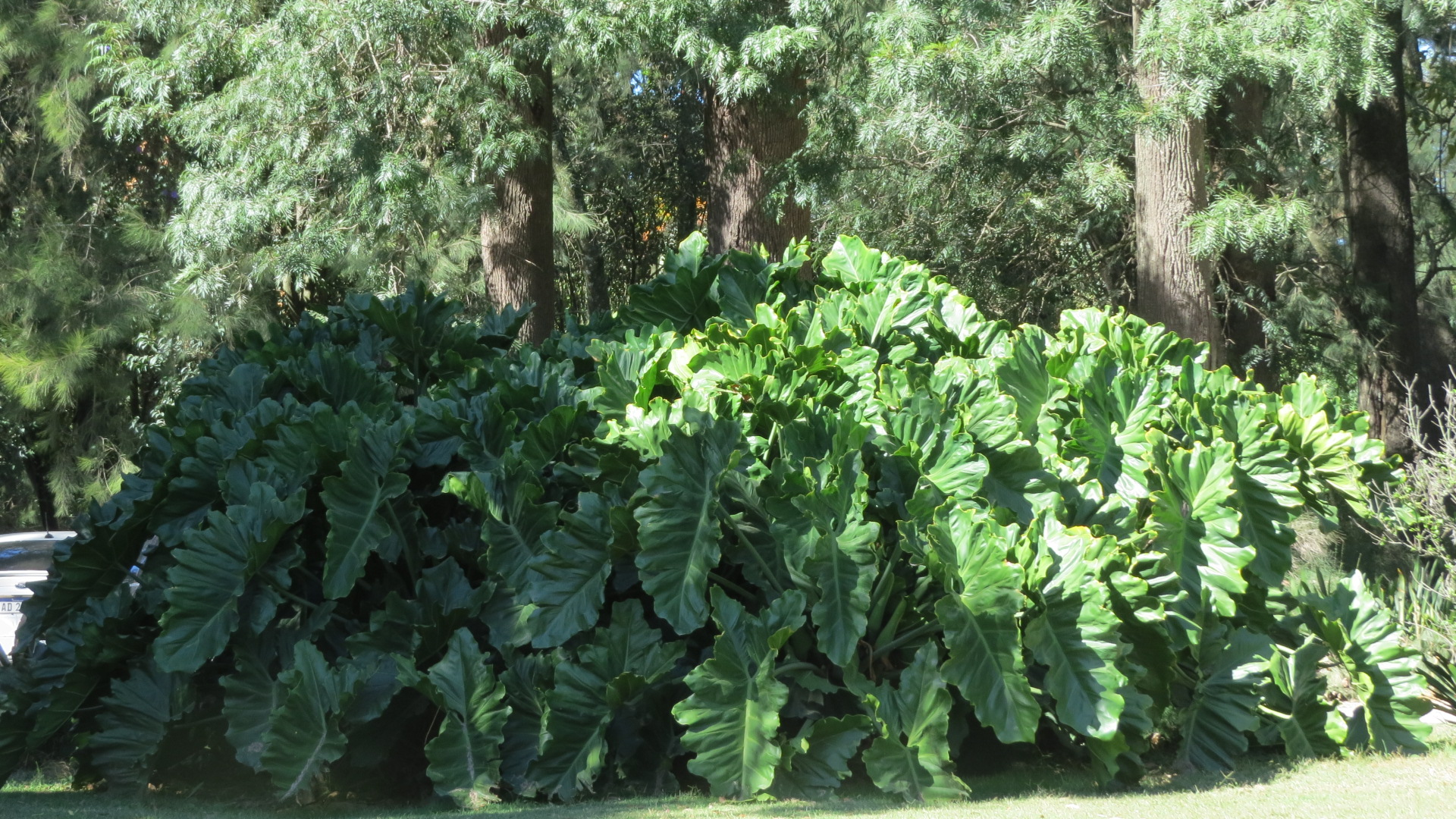
Un esemplare di güembé nel parco della villa

L'estancia è circondata da un ampio parco, disegnato dal paesaggista Benito Carrasco (discepolo di Carlos Thays), e si trova nei pressi di alcuni specchi d'acqua artificiali. Alejandro Bustillo, sempre sensibile alla collocazione paesaggistica dei propri progetti, progettò la villa in modo che da essa si avessero ampie vedute sul parco e sulla laguna. A partire dal 2010 nel parco, che misura 74 ettari, è stato allestito un sentiero botanico che permette al visitatore di approfondirne gli aspetti naturalistici ed estetici.

## Nella cultura di massa
La tenuta è stata scelta per le riprese della telenovela Los ricos no piden permiso.